# Elise Malmberg
Elise Malmberg (* 13. Juli 1995) ist eine schwedische Leichtathletin, die sich auf den 400-Meter-Hürdenlauf spezialisiert hat, aber auch im Weitsprung und im Siebenkampf Erfolge verbuchen konnte.

## Karriere
2011 nahm Elise Malmberg an ihren ersten internationalen Meisterschaften, den Jugendweltmeisterschaften in Lille, teil und belegte dort im Siebenkampf den fünften Platz. 2012 schied sie bei den Juniorenweltmeisterschaften in Barcelona in der Weitsprungqualifikation aus. 2013 belegte sie im Weitsprung den sechsten Platz bei den Junioreneuropameisterschaften in Rieti und schied über 100 Meter Hürden im Vorlauf aus. 2014 wurde sie im Weitsprung Achte und schied im Hürdensprint bei den Juniorenweltmeisterschaften erneut in der Vorrunde aus.
2015 nahm sie an den Halleneuropameisterschaften in Prag über 400 Meter teil und schied dort bereits in der ersten Runde aus. Bei den U23-Europameisterschaften in Tallinn gewann sie die Goldmedaille im 400-Meter-Hürdenlauf. Bei den Weltmeisterschaften in Peking gelangte sie bis ins Halbfinale. Zum Ende der Saison verletzte sie sich schwer und konnte 2016 beinahe keine Wettkämpfe bestreiten.
2015 wurde sie schwedische Meisterin über 400 Meter Hürden sowie 2014 Hallenmeisterin im Weitsprung und 2015 über die 400 Meter.

## Persönliche Bestleistungen

### Freiluft
- 400 Meter: 54,07 s, 11. Juli 2017 in Göteborg
- 100 Meter Hürden: 13,83 s, 19. Juli 2013 in Rieti
- 400 Meter Hürden: 55,88 s, 12. Juli 2015 in Tallinn
- Weitsprung: 6,28 m, 8. September 2013 in Stockholm
- Siebenkampf: 5442 Punkte, 9. Juni 2013 in Huddinge

### Halle
- 400 Meter: 53,81 s, 6. März 2015 in Prag
- Weitsprung: 6,21 m, 23. Februar 2014 in Göteborg
- Fünfkampf: 4151 Punkte, 10. Februar 2013 in Växjö